# Blanchard Springs Caverns
Het grottencomplex Blanchard Springs Caverns bevindt zich in het noorden van de Amerikaanse staat Arkansas. De grotten bevinden zich langs de North Sylamore Creek.

## Geschiedenis
De grotten waren in de jaren '30 reeds gekend bij de lokale bewoners. Vanaf 1955 begon het eerste systematisch onderzoek naar de grotten. Bij dit onderzoek zijn menselijke resten gevonden van zo'n 1.000 jaar oud, wat doet vermoeden dat de grotten ook vroeger gekend waren. 
Vanaf 1973 zijn de grotten publiekelijk toegankelijk. Er zijn drie begeleide wandelingen.

## Geologie
Zoals de meeste grotten hebben ook de Blanchard Springs een lage constante temperatuur. Hier bedraagt ze ongeveer 14°C. De grotten bestaan uit kalksteen die zo'n 300 à 400 miljoen jaar geleden zijn afgezet. Op dat moment lag dit deel van de Verenigde Staten onder water op ongeveer 30 à 40° ZB. In deze ondiepe binnenzee in een tropische klimaat waren de omstandigheden ideaal voor het ontstaan van kalksteen.